# 소림사 주천귀동
"소림사 주천귀동"(少林寺 酒天鬼童)은 한국에서 제작된 김종성 감독의 1982년 영화이다. 이재영 등이 주연으로 출연하였고 김기영 등이 제작에 참여하였다.

## 출연

### 주연
- 이재영
- 임풍
- 한희
- 주용국

## 기타
- 조명: 장기종
- 녹음: 유창국